# Camponotus canescens
Camponotus canescens är en myrart som beskrevs av Mayr 1870. Camponotus canescens ingår i släktet hästmyror, och familjen myror.

## Underarter
Arten delas in i följande underarter:
- C. c. antennatus
- C. c. canescens
- C. c. stomatus